# 오카쓰쿠리미치
오카쓰쿠리미치(岡造道)는 일본 아오모리현 아오모리시에 속한 지명이다. 시가지 동부에 위치한다. 오카조도 1정목, 오카조도 2정목, 오카조도 3정목으로 구성된다. 우편번호는 030-0914이다.
1. ↑  青森市 (2024년 7월 1일). “人口・世帯数等（住民基本台帳）” (일본어). 青森市. 2024년 7월 21일에 확인함. 다음 글자 무시됨: ‘和書’ (도움말)